# Schlacht bei Wjasma
Wilkomir – Grodno – Mir – Ekau – Riga – Mogiljow – Ostrowno – Kobrin – Kljastizy – Gorodeczno – Smolensk – Polozk I – Walutino – Borodino – Moschaisk – Tarutino – Malojaroslawez – Polozk II – Wjasma – Dorogobusch – Tschaschniki – Ljachowo – Smoljany – Kaidanow – Krasnoi – Borissow – Beresina
Die Schlacht bei Wjasma (russisch Сражение под Вязьмой, französisch Bataille de Viazma) fand am 22. Oktoberjul. / 3. November 1812greg. beim Rückzug der Truppen Napoleons aus Russland in der Nähe von Wjasma statt. Die Grande Armée, die infolge mehrerer Niederlagen auf die bereits beim Einmarsch geplünderte Smolensk-Route gezwungen wurde und mit großen Versorgungsschwierigkeiten kämpfte, erlitt eine weitere Niederlage gegen die russischen Truppen von General Miloradowitsch.

## Vorgeschichte
Nach der Schlacht von Malo-Jaroslawetz am 24. Oktober 1812 befahl Kaiser Napoleon, vom hartnäckigen russischen Widerstand überrascht, den Rückzug auf die große Straße von Moskau nach Smolensk, wo die französische Armee große Magazine angelegt hatte. Das bedeutete, dass die Armee dadurch nicht nur einen großen Umweg zu machen hatte, sondern auch, dass sie durch Gebiete marschieren musste, die von französischen Truppen schon seit Wochen nach Lebensmitteln und Futter durchsucht worden waren. Mit diesem Befehl begann der eigentliche Rückzug aus Russland. Auf dem Weg nach Wjasma erreichte die Temperatur in der Nacht zum 27. Oktober zum ersten Mal den Gefrierpunkt. Nach dem Durchmarsch von Moschaisk marschierte die französische Armee in einer langgezogenen Kolonne, die sich – nicht zuletzt wegen der zahllosen Wagen mit Beutegut aus Moskau – auf der Rückzugsstraße zeitweilig auf eine Länge von 50 bis 60 Kilometern auseinanderzog. Bei ihrem Abmarsch aus Moskau besaß die französische Armee noch mehr als 600 Geschütze, da auf ausdrücklichen Befehl des Kaisers nicht ein einziges zurückgelassen werden durfte. Da viele Kavalleriepferde zum Ziehen der zahlreichen Kanonen und Wagen benutzt werden mussten, verfügte sie nur noch über wenig berittene Kavallerie für die Aufklärung und zur Deckung der Flanken, so dass die langgezogene Kolonne von beiden Seiten leicht angreifbar war.
Ohne Kenntnis des französischen Rückzugs befahl das russische Hauptquartier, das die französische Armee noch immer für stärker hielt, als sie tatsächlich war, am Tag nach der Schlacht von Malo-Jaroslawetz fast gleichzeitig den Rückzug in Richtung Kaluga. Dadurch verlor die russische Armee zeitweilig die Fühlung zur Grande Armee, so dass diese sich zunächst ungestört zurückziehen konnte. Im russischen Hauptquartier war man zunächst sehr unsicher, wohin Napoleon marschieren wollte. Erst nach einigen Tagen wurde bekannt, dass die Franzosen Moskau vollständig geräumt hätten und über Moschaisk nach Westen marschierten. Nun entschloss sich der russische Oberbefehlshaber Fürst Kutusow, der eine zweite Schlacht mit Napoleon möglichst vermeiden wollte, zu einer „Parallelverfolgung“. Nur die russische Avantgarde, zwei Armeekorps unter General Miloradowitsch, sollten „Kontakt“ zur französischen Armee suchen und diese bei günstigen Gelegenheiten angreifen, um dadurch zu verhindern, dass die französische Armee Ruhe finden oder gar feste Winterquartiere beziehen könne. Die russische Vorhut setzte sich aus 16.000 Mann Infanterie und 9.000 Mann Kavallerie zusammen und war somit einschließlich der dazugehörigen Artillerie 25.000 Mann stark (die 3.000 Kosaken, die unter dem Hetman der Don-Kosaken, General Platow, an der Schlacht teilnahmen, sind in der Zahl der Kavallerie enthalten).

## Schlacht
Am 31. Oktober erreichte Kaiser Napoleon die Stadt Wjasma, wo er mit seinem Stab einen Halt einlegte, damit das Heer sich wieder sammeln konnte. Am 2. November verließ er zusammen mit den Garden die Stadt wieder und folgte dem 8. Armeekorps (Westfalen) unter Junot in Richtung Dorogobusch. Zur Deckung der Stadt ließ er Marschall Ney und das 3. Armeekorps zurück. Auf der großen Straße östlich von Wjasma befanden sich noch immer drei Armeekorps. Die französische Nachhut, damals das 1. Armeekorps unter Marschall Davout, war noch mehr als einen Tagesmarsch zurück. Da Davout durch die Deckung des umfangreichen Trosses und der zahlreichen Zivilpersonen aus Moskau behindert war, nur sehr vorsichtig marschierte, sollte Marschall Ney ab Wjasma die Nachhut übernehmen. An diesem Tag besaßen die französischen Truppen, die sich in der Stadt aufhielten oder noch auf der Straße östlich von Wjasma marschierten, eine Stärke von etwa 37.500 Mann (davon gehörten 3.000 Mann zur Kavallerie).
Am Morgen des 3. November marschierten auf der großen Straße von Moskau nach Smolensk die drei französischen Armeekorps, die östlich der Stadt biwakiert hatten, in einer langgezogenen Kolonne in Richtung Wjasma. Kurz bevor die ersten Truppen des 5. Armeekorps unter Fürst Poniatowski den östlichen Stadtrand erreichten – es war kurz nach acht Uhr – griff die russische Vorhut unter General Miloradowitsch überraschend die Kolonne an. Zu diesem Zeitpunkt war die Marschkolonne weit auseinandergezogen und bedeckte, in der Reihenfolge 5., 4. und 1. Armeekorps, die große Straße von Wjasma bis hinter Federowskoje (rund 14 Kilometer nordöstlich von Wjasma), das noch nicht durchschritten war. Der verfrühte Angriff durch die vorangeeilte russische Kavallerie und Kosaken richtete sich vor allem gegen die etwa drei bis vier Kilometer große Lücke zwischen dem 4. und dem 1. Armeekorps, die weitgehend von unbewaffneten Nachzüglern und zahlreichen Bagagewagen angefüllt war. Die nachrückende russische Infanterie der mittleren Kolonne erreichte dort schon bald die große Straße und schnitt dadurch das 1. Armeekorps vollständig ab, das mittlerweile auch von der rechten russischen Kolonne und den Kosaken von hinten attackiert wurde. Die linke Kolonne der russischen Avantgarde griff inzwischen weiter westlich das 4. französische Armeekorps an.
Nach dem Beginn der Angriffe ließ der Vizekönig von Italien sofort seine Truppen, das 4. Armeekorps, umkehren und in einer Linie gegen den Feind aufmarschieren. Sie wurden nach einiger Zeit von den polnischen Truppen unter Fürst Poniatowski unterstützt (5. Armeekorps). Ihr gemeinsames Vorgehen zwang die Angreifer, die Straße freizugeben, so dass die Truppen von Davout wieder Anschluss an die anderen Armeekorps gewinnen konnten. Allerdings eilten die hastig herankommenden Bataillone des 1. Armeekorps, anstatt kurz vor der französischen Linie von der Straße nach Norden abzubiegen und Deckung hinter den aufmarschierten Truppen zu suchen, vor deren Front geradeaus weiter und kamen damit in deren Schussfeld. Dadurch gerieten die französischen Linien zeitweilig in Bedrängnis, bis sich endlich auch das 1. Armeekorps eine geschlossene Linie bilden konnte, da Marschall Ney zu dessen Unterstützung ebenfalls Truppen vor die Stadt geschickt hatte. Da die französische Armee nur noch wenig Kavallerie besaß und die Mobilität ihrer Artillerie mangels Zugpferden eingeschränkt war, musste sie die russischen Angriffe eher passiv über sich ergehen lassen. In Abwesenheit Napoleons, der mit den Garden schon nach Semlowo (20 Kilometer westlich von Wjasma) vorausgeeilt war, gab es bei den französischen Truppen keinen Oberkommandierenden. Daher beschlossen um zwei Uhr nachmittags die vier anwesenden Korpskommandeure in einem Kriegsrat den Rückzug in Richtung Dorogobusch, der dann kurz darauf eingeleitet wurde, ohne dabei das Gefecht abzubrechen. Anschließend zogen sich das 4. und 5. Armeekorps langsam durch Wjasma zurück, das während der heftigen Nachhutgefechte mit den stark nachdrängenden Russen weitgehend in Flammen aufging, wobei das Feuer auch die meisten der mit Verwundeten und Kranken angefüllten Hospitäler erfasste. Marschall Davout und das 1. Armeekorps überquerten die Wjasma auf einer Brücke, welche die Truppen Neys einen Kilometer südlich der Stadt über den Fluss geschlagen hatten. Nachdem die drei anderen Armeekorps an ihm vorbeimarschiert waren, zog sich am Abend auch Marschall Ney zurück und übernahm nun die Nachhut.
In der Zwischenzeit war auch der Vortrab der russischen Hauptarmee, zwei Kürassier-Divisionen unter General Uwarow, südlich des Flusses und der Stadt eingetroffen, ohne jedoch den Abzug der französischen Armee stören zu können. Die russische Hauptarmee (etwa 60.000 Mann) unter Fürst Kutusow, die am Morgen noch bei Dubrowno (29 Kilometer südöstlich von Wjasma) gelagert hatte, erreichte erst am Abend das Dorf Bykowo (fünf Kilometer südlich der Stadt) und konnte dadurch nicht mehr in die Schlacht eingreifen.

## Folgen
Durch den Angriff der wesentlich schwächeren russischen Vorhut verloren die vier Armeekorps der Grande Armee bei Wjasma etwa 4.000 bis 5.000 Tote und Verwundete sowie etwa 2.000 bis 3.000 Gefangene. Die Verluste auf der russischen Seite betrugen 1.800 Tote und Verwundete. Nach der Schlacht zog sich die Grande Armee unter Kaiser Napoleon fast kampflos nach Smolensk zurück, wobei sie nur in kleinen Nachhutgefechten die Überfälle von Kosaken abwehren musste. Die Niederlage der französischen Verbände bei Wjasma führte zu einer weiteren Senkung ihrer Kampfmoral und beschleunigte damit den französischen Rückzug aus Russland. Der innere Zerfall der aus Moskau zurückkehrenden Armee hatte allerdings schon in den Tagen vor der Schlacht eingesetzt. Als die vier in Wjasma beteiligten Armeekorps aus Moskau fortmarschierten, zählten sie noch 73.000 Mann. Von diesen kamen in Wjasma nur noch rund 37.000 Mann an, also etwa die Hälfte. In der Schlacht von Malo-Jaroslawetz hatte das 4. Armeekorps etwa 6.000 Mann verloren. Der Rest, rund 30.000 Mann, war innerhalb nur einer Woche entweder an Ermattung gestorben oder lief inzwischen nur noch als waffenlose Nachzügler hinter der Armee her, um auf eigene Faust nach Nahrungsmitteln zu suchen. Die Schlacht von Wjasma und der kurz darauf einsetzende Schneefall machten somit nur einen Prozess offenkundig, der bereits zuvor eingesetzt hatte.

## Gräber
Im Jahr 2019 entdecken russische und französische Archäologen ein Massengrab. Dort wurden 120 Soldaten sowie drei Frauen und drei Jugendliche entdeckt und im Jahr 2021 wieder beigesetzt.